# 比弗紹爾斯 (阿肯色州)
比弗紹爾斯（英語：Beaver Shores）是位於美國阿肯色州本頓縣的一個非建制地區。該地的面積和人口皆未知。

## 地理
比弗紹爾斯的座標為36°19′22″N 94°01′10″W / 36.32278°N 94.01944°W，而該地的平均海拔高度為米（即英尺）。